# Bargoens (productiehuis)
Bargoens, tot 2021 Het Nieuwshuis, is een Vlaams productiehuis opgericht in 2011 door Eric Goens en Lut Havet. Het bedrijf produceert reportage- en informatieprogramma's voor VRT 1, VIER en VTM. Enkele van hun televisieproducties zijn Het Huis, Niveau 4, Bargoens en de documentaire Bariloche.

## Programma's
- Onze dochter heet Delphine (VIER/RTL, 2013)
- Kroost (VIER, 2014-2016)
- Karen en De Coster (VIER, 2015)
- Het Huis (Eén, 2015-heden)
- Molenbeek (Eén, 2016)
- Niveau 4 (VIER, 2016-heden)
- Bargoens (Eén, 2017-heden)
- Afscheid (Eén, 2018)
- Trafiek Axel (VIER, 2019)
- Cold Case: Wie heeft Sally vermoord? (VTM, 2019)
- Help, mijn borsten staan online! (VIER, 2020)
- Help, mijn kind kijkt porno (VIER, 2020)
- Het Parket (VIER, 2020)
- #Corona2020 (VIER, 2020)
- De zomer van (VTM, 2020)
- Club Flo (vtm, 2020)
- Dimitri Vegas & Like Mike (VIER, 2020)
- BDW (Eén, 2021)
- Salah (Eén, 2021)
- Later als ik groot ben (VTM, 2021)
- Flikken BXL (VTM, 2021)
- Bariloche (Canvas, 2022)
- Spartacus Run (VTM, 2022)
- 100 jaar zesdaagse (VRT, 2022)
- Helden van het internet (Play4, 2023)
- This is me (YouTube-kanaal Conner Rousseau, 2023)
- Jacques en Urbain op Wereldtournee (VTM, 2023)
- Het Conclaaf (VTM, 2024)
- Bar Goens (VTM, 2025)

## Prijzen en nominaties
- 2015 - Kroost, winnaar van de Sabam Award in de categorie Beste Documentairereeks[3]
- 2016 - Molenbeek, genomineerd voor de Prix Europa in de categorie TV IRIS (multiculturele programma’s)[4]